# مبرهنة فيفياني

نظرية فيفياني، مجموع الأطوال يساوي طول ارتفاع المثلث.

في الهندسة الرياضية، تنص مبرهنة فيفياني على أن مجموع أطوال
المسافات بين نقطة وأضلاع المثلث الثلاثة في مثلث متساوي الأضلاع
تساوي طول ارتفاع هذا المثلث.
سميت هذه المبرهنة على اسم العالم فيسينزو فيفياني (بالإنجليزية: Vincenzo Viviani)‏.
من الممكن تعميم هذه المبرهنة إلى المضلعات ذات الأضلاع المتساوية، أو المضلعات ذات الزوايا المتساوية.

## برهان

النقطة D في المثلث ABC المتساوي الأضلاع تحقق أن

بمكن إثبات مبرهنة فيفياني باستخدام المساحات
حيث مساحة المثلث = ½ القاعدة × الارتفاع.
ABC مثلث متساوي الأضلاع طول ضلعه a وارتفاعه h ،
وفيه النقطة D و l,n,m أطوال المسافات بين النقطة D
وأضلاع المثلث AB,BC,AC على الترتيب.
{\displaystyle Area_{ABC}=Area_{ADB}+Area_{BDC}+Area_{ADC}\,}
وبالتعويض عن المساحات السابقة في قانون مساحة المثلث نصل إلى:
{\displaystyle {\frac {1}{2}}a.h={\frac {1}{2}}a.l+{\frac {1}{2}}a.n+{\frac {1}{2}}a.m}
وبالقسمة على {\displaystyle {\frac {1}{2}}a} نصل إلى:
{\displaystyle h=l+n+m\,}
وهو المطلوب.
يمكن أن تعمم مبرهنة فيفياني أيضا من أجل النقاط الواقعة خارج المضلع المنتظم بحيث تؤخذ أطوال سالبة للقطع الواقعة بالاتجاه الآخر بالنسبة لأضلاع المضلع أو امتداداتها، ويمكن أن تعمم في الهندسة الفراغية من أجل أبعاد النقطة عن وجوه/حروف مجسم أفلاطوني[بحاجة لمصدر].

## اقرأ أيضاً
- مثلث متساوي الأضلاع
- مضلع منتظم